# Маршал повітряних сил
Маршал повітряних сил (англ. Air marshal, скорочено Air Mshl або AM) — військове звання вищого офіцерського складу Королівських Повітряних силах Великої Британії. Звання (чин) маршал повітряних сил є 3-зірковим військовим званням і в НАТО цей чин (звання) має код OF-08 та відповідає чину (званню) віце-адмірала у Королівському військово-морському флоті Великої Британії та чину (званню) лейтенант-генерала в Британській армії та Королівській морській піхоті.
Військове звання «маршал повітряних сил» у Королівських Повітряних силах Великої Британії вище за звання віце-маршал повітряних сил та нижче головний маршал повітряних сил.